# Stig Gustafsson (fotbollsspelare född 1930)
Stig Hans Gustafsson, född 5 maj 1930, död 6 september 2016 i Sundbybergs distrikt, var en svensk fotbollsspelare (försvarare).
Gustafssons moderklubb är Hagalunds IS. Han representerade Djurgårdens IF i Allsvenskan mellan 1954 och 1960, och spelade sammanlagt 112 allsvenska matcher (inga mål) för klubben. 1959 var han med och vann SM-guld med Djurgården.